# José de Espronceda
José Ignacio Javier Oriol Encarnación de Espronceda y Delgado (ur. 25 marca 1808 w Almendralejo, zm. 23 maja 1842 w Madrycie) – hiszpański poeta i dramaturg epoki romantyzmu.
Był synem wojskowego. W latach 1821–1823 kształcił się w Colegio de San Mateo w Madrycie. Jako piętnastolatek przyłączył się do tajnej organizacji politycznej Sociedad Numantina. Został aresztowany za działalność spiskową, skierowaną przeciwko królowi Ferdynandowi VII i skazany na uwięzienie w klasztorze. W 1827 uciekł do Portugalii, gdzie poznał Teresę Mancha, córkę hiszpańskiego emigranta, z którą połączył go romans. Po wyjeździe z Portugalii, Esprancedo przebywał w Wielkiej Brytanii i Holandii; w latach w roku 1828 zamieszkał we Francji. W 1830 planował wyjechać do Polski, aby wziąć udział w powstaniu listopadowym, ostatecznie jednak udał się do Hiszpanii, gdzie wziął udział w nieudanej próbie dokonania rewolucji, dokonanej przez liberałów. Wrócił do Francji, gdzie mieszkał do 1833 roku. Następnie wraz z Teresą Mancha (która od 1829 roku była żoną innego mężczyzny, Gregoria del Bayo) udał się do Hiszpanii. W 1834 został ojcem. W tym samym roku założył czasopismo "El Siglo". Po śmierci Teresy nawiązał romans z Carmen de Osorio. Był zaangażowany w życie polityczne kraju. Umarł w 1842 roku, prawdopodobnie na błonicę.
Był autorem m.in. powieści poetyckiej Student z Salamanki, Pieśni Kozaka, Pieśni pirata oraz nieukończonego poematu dygresyjnego El diablo mundo (Diabeł – świat), w której zawarł poświęcony zmarłej kochance utwór Canto a Teresa. Inspirował się twórczością Byrona i Goethego. Uznawany za jednego z najwybitniejszych hiszpańskich twórców epoki.